# 陳江森
陈江森（20世纪？—），广东省惠来县人，广东省地方政治人物。
歷任惠来县委常委、统战部长。陈江森涉嫌严重违纪违法，目前正在接受纪律审查和监察调查
2018年12月，揭阳市惠来县委原常委、统战部长陈江森被开除党籍和公职